# Le Dénombrement de Bethléem
Le Dénombrement de Bethléem est un tableau peint par Pieter Brueghel l'Ancien en 1566. Il est conservé au musée Oldmasters à Bruxelles.

## Description
La scène représente un épisode décrit dans l'Évangile selon Luc où Joseph et Marie, alors enceinte, se rendent à Bethléem pour se faire enregistrer conformément aux ordres de César Auguste. Comme à son habitude, Brueghel la transpose à son époque dans un village flamand enneigé, à l'extrême opposé du paysage moyen oriental où se situe la scène de l'Évangile.
Marie est au premier plan sur un âne accompagné du bœuf, précédée de Joseph qui porte une grande scie de charpentier. Ils vont faire la file, comme les autres habitants rassemblés devant un guichet, pour se faire enregistrer. À droite, un personnage, représenté avec un grand chapeau, vole des légumes dans un petit jardin. Autour d'eux, ce sont des scènes de la vie quotidienne qui sont représentées : on tue le cochon, on cuisine au milieu des poules, tandis que les enfants jouent sur la glace ou à la toupie.
Alors que la scène religieuse occupait traditionnellement le premier plan dans les peintures de la Renaissance et que le décor était souvent secondaire (comme un paysage lointain entrevu par les fenêtres), Brueghel inverse ici cette hiérarchie : le sujet religieux se fond dans ce vaste paysage d'hiver au point de devenir presque invisible.

## Contexte
La compréhension d'une œuvre étant éclairée par l'étude de son contexte socio-historique, on a souvent voulu voir une critique du gouvernement des Habsbourg dans le Dénombrement de Bethléem, qui peut aussi représenter de façon détournée la collecte de l'impôt par le pouvoir espagnol. De fait, une enseigne sur la façade à droite du guichet où les personnages font la queue porte l'aigle double des Habsbourg ainsi que la couronne impériale et la chaîne de l'Ordre de la Toison d'Or. Le voleur de légumes, avec son grand chapeau, a également pu être assimilé à un espagnol. Mais, d'après la chercheuse Tine Luk Meganck, il ne faut pas oublier qu'à cette époque, les œuvres sont destinées à un commanditaire. En l'espèce, il s'agit probablement de Jan Vleminck Sebastiaensz, seigneur de Wijnegem, où se situe la scène, très proche du gouvernement. Il est donc peu probable que Le Dénombrement de Bethléem ait été conçu comme une mise en question du gouvernement central. Selon elle, il faut plutôt y voir une allégorie, un support à la méditation sur le chemin semé d'embuches qui mène à la maison de Dieu, parcouru ici par Marie et Joseph.

## Postérité
Ce tableau fait partie des « 105 œuvres décisives de la peinture occidentale » constituant le musée imaginaire de Michel Butor.
Il a été copié de nombreuses fois par l'atelier du fils de Brueghel, Pieter Brueghel le Jeune : 13 copies sont connues dont 3 signées. Le choix des couleurs, dans les vêtements par exemple, diffère souvent chez le père et le fils. En revanche, certains détails qui n’apparaissent pas au niveau de la couche peinte mais uniquement dans le dessin sous-jacent du père, se retrouvent dans le travail du fils. À l'inverse, certaines scénettes peuvent manquer ou différer. Il est donc probable que, pour effectuer ses copies, Pieter Brueghel le Jeune soit parti de dessins préparatoires ou de calques à l’échelle conservés par sa grand-mère, la miniaturiste Mayken Verhulst.
| Illus. | Musée                      | Ville           | Pays     | Dimensions (cm) | Année     | Note          |
| ------ | -------------------------- | --------------- | -------- | --------------- | --------- | ------------- |
|        | Musée Oldmasters           | Bruxelles       | Belgique | 123 x 168,5     | 1610      | Daté et signé |
|        | Musée royal des Beaux-Arts | Anvers          | Belgique | 113,6 x 165,2   |           |               |
|        | Musée Mayer van den Bergh  | Anvers          | Belgique |                 |           |               |
|        | Musée des Bons-Enfants     | Maastricht      | Pays-Bas | 120 x 171       | 1605-1610 |               |
|        | Palais des Beaux-Arts      | Lille           | France   | 112 x 164       | 1610-1620 |               |
|        | Musée des Beaux-Arts       | Caen            | France   | 110 x 160       | Vers 1610 |               |
|        | Musée des Beaux-Arts       | Lons-le-Saunier | France   | 117,5 x 162     | 1593      |               |
|        | Musée des Beaux-Arts       | Arras           | France   | 117 x 167       |           |               |
|        | Musée Liechtenstein        | Vienne          | Autriche | 122 x 170       | 1607      | Daté et signé |